# منتخب جنوب إفريقيا لكرة القاعدة
منتخب جنوب أفريقيا لكرة القاعدة (بالإنجليزية: South Africa national baseball team)‏ هو المنتخب الرسمي في المنافسات الدولية في كرة القاعدة .